# Élections législatives de 1978 dans les Alpes-Maritimes
Les élections législatives françaises de 1978 se déroulent les 12 et 19 mars 1978. Dans le département des Alpes-Maritimes, six députés sont à élire dans le cadre de six circonscriptions.

## Élus
| Circonscription | Député sortant          | Parti | Parti         | Député élu ou réélu | Parti | Parti     |
| --------------- | ----------------------- | ----- | ------------- | ------------------- | ----- | --------- |
| 1re             | Virgile Barel           |       | PCF           | Charles Ehrmann     |       | UDF (PR)  |
| 2e              | Jacques Médecin         |       | RI            | Jacques Médecin     |       | UDF (PR)  |
| 3e              | Fernand Icart           |       | RI            | Fernand Icart       |       | UDF (PR)  |
| 4e              | Emmanuel Aubert         |       | RPR           | Emmanuel Aubert     |       | RPR       |
| 5e              | Bernard Cornut-Gentille |       | Divers gauche | Louise Moreau       |       | UDF (CDS) |
| 6e              | Pierre Sauvaigo         |       | RPR           | Pierre Sauvaigo     |       | RPR       |

## Résultats

### Résultats à l'échelle du département
| Parti          | Parti                                      | Premier tour | Premier tour | Second tour | Second tour | Sièges |
| Parti          | Parti                                      | Voix         | %            | Voix        | %           | Sièges |
| -------------- | ------------------------------------------ | ------------ | ------------ | ----------- | ----------- | ------ |
|                | Rassemblement pour la République           | 114 924      | 24,96        | 99 310      | 21,10       | 2      |
|                | Union pour la démocratie française         | 104 454      | 22,69        | 165 065     | 35,07       | 4      |
|                | Divers droite dont PSD                     | 7 320        | 1,59         |             |             | 0      |
|                | Majorité présidentielle                    | 226 698      | 49,24        | 264 375     | 56,17       | 6      |
|                |                                            |              |              |             |             |        |
|                | Parti communiste français                  | 92 413       | 20,07        | 132 953     | 28,25       | 0      |
|                | Parti socialiste                           | 61 608       | 13,38        | 30 500      | 6,48        | 0      |
|                | Divers gauche                              | 23 405       | 5,08         | 42 859      | 9,11        | 0      |
|                | Mouvement des radicaux de gauche           | 2 677        | 0,58         |             |             | 0      |
|                | Union de la gauche                         | 180 103      | 39,12        | 206 312     | 43,83       | 0      |
|                |                                            |              |              |             |             |        |
|                | Gaullistes d'opposition dont FRP, UGP, MDD | 19 860       | 4,31         |             |             | 0      |
|                | Divers écologiste                          | 18 553       | 4,03         | 0           |             |        |
|                | Extrême gauche (LO, LCR et UOPDP)          | 5 353        | 1,16         | 0           |             |        |
|                | Parti socialiste unifié                    | 4 220        | 0,92         | 0           |             |        |
|                | Front national                             | 3 093        | 0,67         | 0           |             |        |
|                | Parti des forces nouvelles                 | 2 016        | 0,44         | 0           |             |        |
|                | Divers                                     | 497          | 0,11         | 0           |             |        |
|                |                                            |              |              |             |             |        |
| Inscrits       | Inscrits                                   | 567 412      | 100,00       | 567 080     | 100,00      | 6      |
| Abstentions    | Abstentions                                | 98 979       | 17,44        | 83 469      | 14,72       |        |
| Votants        | Votants                                    | 468 433      | 82,56        | 483 611     | 85,28       |        |
| Blancs et nuls | Blancs et nuls                             | 8 040        | 1,72         | 12 924      | 2,67        |        |
| Exprimés       | Exprimés                                   | 460 393      | 98,28        | 470 687     | 97,33       |        |

### Résultats par circonscription

#### Première circonscription (Nice-I)
| Candidat       | Candidat            | Parti              | Premier tour | Premier tour | Second tour | Second tour |  |
| Candidat       | Candidat            | Parti              | Voix         | %            | Voix        | %           |  |
| -------------- | ------------------- | ------------------ | ------------ | ------------ | ----------- | ----------- |  |
|                | Charles Ehrmann élu | UDF (PR)           | 21 163       | 40,15        | 28 889      | 53,57       |  |
|                | Charles Caressa     | PCF                | 15 901       | 30,17        | 25 038      | 46,43       |  |
|                | Gilbert Accolla     | PS (UGSD)          | 7 715        | 14,64        |             |             |  |
|                | Paul Combes         | Divers écologiste  | 3 002        | 5,70         |             |             |  |
|                | Claude Bouttau      | MDD                | 1 542        | 2,93         |             |             |  |
|                | Pierre Martin       | Divers droite (DC) | 1 252        | 2,38         |             |             |  |
|                | Gisèle Alata        | PFN                | 1 022        | 1,94         |             |             |  |
|                | Francine Isoart     | UGP                | 567          | 1,08         |             |             |  |
|                | Paulette Delpont    | LO                 | 547          | 1,04         |             |             |  |
|                |                     |                    |              |              |             |             |  |
| Inscrits       | Inscrits            | Inscrits           | 64 959       | 100,00       | 64 962      | 100,00      |  |
| Abstentions    | Abstentions         | Abstentions        | 11 381       | 17,52        | 9 468       | 14,57       |  |
| Votants        | Votants             | Votants            | 53 578       | 82,48        | 55 494      | 85,43       |  |
| Blancs et nuls | Blancs et nuls      | Blancs et nuls     | 867          | 1,62         | 1 567       | 2,82        |  |
| Exprimés       | Exprimés            | Exprimés           | 52 711       | 98,38        | 53 927      | 97,18       |  |

#### Deuxième circonscription (Nice-II)
| Candidat       | Candidat                      | Parti             | Premier tour | Premier tour | Second tour | Second tour |  |
| Candidat       | Candidat                      | Parti             | Voix         | %            | Voix        | %           |  |
| -------------- | ----------------------------- | ----------------- | ------------ | ------------ | ----------- | ----------- |  |
|                | Jacques Médecin sortant réélu | UDF (PR)          | 27 464       | 39,48        | 41 077      | 57,39       |  |
|                | Jacques Randon                | PS                | 14 744       | 21,19        | 30 500      | 42,61       |  |
|                | François Binoche              | UGP (PCF)         | 10 514       | 15,11        |             |             |  |
|                | Jacques Schonbach             | RPR               | 8 338        | 11,99        |             |             |  |
|                | Henri Roubault                | Divers écologiste | 4 247        | 6,10         |             |             |  |
|                | Jean Ferrarèse                | MDD               | 1 305        | 1,88         |             |             |  |
|                | Gérard Poussigue              | LO                | 1 116        | 1,60         |             |             |  |
|                | Daniel Malaganne              | FN                | 923          | 1,33         |             |             |  |
|                | Joseph Depétris               | PSU (FA)          | 743          | 1,07         |             |             |  |
|                | Stéphane Monet                | Divers            | 176          | 0,25         |             |             |  |
|                |                               |                   |              |              |             |             |  |
| Inscrits       | Inscrits                      | Inscrits          | 87 312       | 100,00       | 87 010      | 100,00      |  |
| Abstentions    | Abstentions                   | Abstentions       | 16 738       | 19,17        | 13 720      | 15,77       |  |
| Votants        | Votants                       | Votants           | 70 574       | 80,83        | 73 290      | 84,23       |  |
| Blancs et nuls | Blancs et nuls                | Blancs et nuls    | 1 004        | 1,42         | 1 713       | 2,34        |  |
| Exprimés       | Exprimés                      | Exprimés          | 69 570       | 98,58        | 71 577      | 97,66       |  |

#### Troisième circonscription (Nice-III - Puget-Théniers)
| Candidat       | Candidat                    | Parti             | Premier tour | Premier tour | Second tour | Second tour |  |
| Candidat       | Candidat                    | Parti             | Voix         | %            | Voix        | %           |  |
| -------------- | --------------------------- | ----------------- | ------------ | ------------ | ----------- | ----------- |  |
|                | Fernand Icart sortant réélu | UDF (PR)          | 32 802       | 40,91        | 46 761      | 56,96       |  |
|                | Virgile Pasquetti           | PCF               | 19 445       | 24,24        | 35 339      | 43,04       |  |
|                | Séraphin Pinto              | PS                | 11 577       | 14,43        |             |             |  |
|                | Pierre-Louis Criqui         | RPR               | 6 037        | 7,52         |             |             |  |
|                | Anne Adjadj                 | Divers écologiste | 3 597        | 4,48         |             |             |  |
|                | Jean Hancy                  | MRG               | 2 677        | 3,34         |             |             |  |
|                | Marcel Panizzoli            | MDD               | 1 594        | 1,99         |             |             |  |
|                | Pierre Snabre               | FN                | 906          | 1,13         |             |             |  |
|                | Jean-Pierre Cristobal       | LO                | 574          | 0,72         |             |             |  |
|                | Marie-Catherine Dardel      | LCR               | 429          | 0,53         |             |             |  |
|                | Jean-Louis Haÿ              | UGP               | 341          | 0,43         |             |             |  |
|                | Joël Cristofari             | Extrême gauche    | 207          | 0,26         |             |             |  |
|                |                             |                   |              |              |             |             |  |
| Inscrits       | Inscrits                    | Inscrits          | 98 670       | 100,00       | 98 657      | 100,00      |  |
| Abstentions    | Abstentions                 | Abstentions       | 17 129       | 17,36        | 14 223      | 14,42       |  |
| Votants        | Votants                     | Votants           | 81 541       | 82,64        | 84 434      | 85,58       |  |
| Blancs et nuls | Blancs et nuls              | Blancs et nuls    | 1 355        | 1,66         | 2 334       | 2,76        |  |
| Exprimés       | Exprimés                    | Exprimés          | 80 186       | 98,34        | 82 100      | 97,24       |  |

#### Quatrième circonscription (Menton)
| Candidat       | Candidat                      | Parti             | Premier tour | Premier tour | Second tour | Second tour |  |
| Candidat       | Candidat                      | Parti             | Voix         | %            | Voix        | %           |  |
| -------------- | ----------------------------- | ----------------- | ------------ | ------------ | ----------- | ----------- |  |
|                | Emmanuel Aubert sortant réélu | RPR               | 28 786       | 45,17        | 36 191      | 55,4        |  |
|                | André Vanco                   | PCF               | 20 165       | 31,64        | 29 132      | 44,6        |  |
|                | Michèle Mathieu               | PS                | 7 681        | 12,05        |             |             |  |
|                | Georges Campioni              | Divers écologiste | 2 557        | 4,01         |             |             |  |
|                | Bernard Lavergne              | PSD               | 1 954        | 3,07         |             |             |  |
|                | Charles Durandy               | MDD               | 1 005        | 1,58         |             |             |  |
|                | Gilles Cupo                   | PFN               | 994          | 1,56         |             |             |  |
|                | Michel Bodin                  | LO                | 588          | 0,92         |             |             |  |
|                |                               |                   |              |              |             |             |  |
| Inscrits       | Inscrits                      | Inscrits          | 78 169       | 100,00       | 78 165      | 100,00      |  |
| Abstentions    | Abstentions                   | Abstentions       | 13 127       | 16,79        | 10 821      | 13,84       |  |
| Votants        | Votants                       | Votants           | 65 042       | 83,21        | 67 344      | 86,16       |  |
| Blancs et nuls | Blancs et nuls                | Blancs et nuls    | 1 312        | 2,02         | 2 021       | 3           |  |
| Exprimés       | Exprimés                      | Exprimés          | 63 730       | 97,98        | 65 323      | 97          |  |

#### Cinquième circonscription (Cannes - Antibes)
| Candidat       | Candidat                        | Parti          | Premier tour | Premier tour | Second tour | Second tour |  |
| Candidat       | Candidat                        | Parti          | Voix         | %            | Voix        | %           |  |
| -------------- | ------------------------------- | -------------- | ------------ | ------------ | ----------- | ----------- |  |
|                | Bernard Cornut-Gentille sortant | Divers gauche  | 23 405       | 26,42        | 42 859      | 47          |  |
|                | Louise Moreau élue              | UDF (CDS)      | 23 025       | 25,99        | 48 338      | 53          |  |
|                | Anne-Marie Dupuy                | RPR            | 19 200       | 21,67        | Retrait     | Retrait     |  |
|                | Marc Rocca                      | PCF            | 14 308       | 16,15        | Retrait     | Retrait     |  |
|                | Raymond Ivars                   | PSD            | 2 528        | 2,85         |             |             |  |
|                | Pierre Mérenbielle              | MDD            | 1 976        | 2,23         |             |             |  |
|                | Jacques Lebard                  | PSU (FA)       | 1 677        | 1,89         |             |             |  |
|                | Robert Jobin                    | FN             | 1 264        | 1,43         |             |             |  |
|                | Serge Gauvry                    | LO             | 897          | 1,01         |             |             |  |
|                | P. Noël                         | Divers         | 321          | 0,36         |             |             |  |
|                |                                 |                |              |              |             |             |  |
| Inscrits       | Inscrits                        | Inscrits       | 108 343      | 100,00       | 108 345     | 100,00      |  |
| Abstentions    | Abstentions                     | Abstentions    | 18 337       | 16,92        | 15 485      | 14,29       |  |
| Votants        | Votants                         | Votants        | 90 006       | 83,08        | 92 860      | 85,71       |  |
| Blancs et nuls | Blancs et nuls                  | Blancs et nuls | 1 405        | 1,56         | 1 663       | 1,79        |  |
| Exprimés       | Exprimés                        | Exprimés       | 88 601       | 98,44        | 91 197      | 98,21       |  |

#### Sixième circonscription (Grasse)
| Candidat           | Candidat            | Parti             | Premier tour | Premier tour | Second tour | Second tour |  |
| Candidat           | Candidat            | Parti             | Voix         | %            | Voix        | %           |  |
| ------------------ | ------------------- | ----------------- | ------------ | ------------ | ----------- | ----------- |  |
|                    | Pierre Sauvaigo élu | RPR               | 52 563       | 49,78        | 63 119      | 59,23       |  |
|                    | Georges Vassallo    | PCF               | 22 594       | 21,4         | 43 444      | 40,77       |  |
|                    | Jean-Michel Galy    | PS                | 19 891       | 18,84        | Retrait     | Retrait     |  |
|                    | Jacques Micolle     | Divers écologiste | 5 150        | 4,88         |             |             |  |
|                    | Anne-Marie Dubois   | PSU (FA)          | 1 800        | 1,7          |             |             |  |
|                    | Marcel Picaud       | UGP               | 1 016        | 0,96         |             |             |  |
|                    | Serge Soulayres     | LO                | 995          | 0,94         |             |             |  |
|                    | Jean-Philippe Belle | Divers droite     | 985          | 0,93         |             |             |  |
|                    | Monique Lefort      | Divers droite     | 601          | 0,57         |             |             |  |
|                    |                     |                   |              |              |             |             |  |
| Inscrits           | Inscrits            | Inscrits          | 129 959      | 100,00       | 129 941     | 100,00      |  |
| Abstentions        | Abstentions         | Abstentions       | 22 267       | 17,13        | 19 752      | 15,2        |  |
| Votants            | Votants             | Votants           | 107 692      | 82,87        | 110 189     | 84,8        |  |
| Blancs et nuls     | Blancs et nuls      | Blancs et nuls    | 2 097        | 1,95         | 3 626       | 3,29        |  |
| Exprimés           | Exprimés            | Exprimés          | 105 595      | 98,05        | 106 563     | 96,71       |  |
| Source : Data.gouv |                     |                   |              |              |             |             |  |